# Orgilonia fuscistigma
Orgilonia fuscistigma är en stekelart som beskrevs av Van Achterberg 1987. Orgilonia fuscistigma ingår i släktet Orgilonia och familjen bracksteklar. Inga underarter finns listade i Catalogue of Life.